# Hôtel d'Auterive
L’hôtel d'Auterive est un hôtel particulier situé à Paris en France.

## Histoire
Le peintre danois Christoffer Wilhelm Eckersberg y vécut entre 1810 et 1813.
La façade sur rue du bâtiment fait l’objet d’une inscription au titre des monuments historiques depuis le 25 octobre 1958.

## Localisation
L'hôtel d'Auterive est situé au no 3 rue de Beaune, dans le 7e arrondissement de Paris.

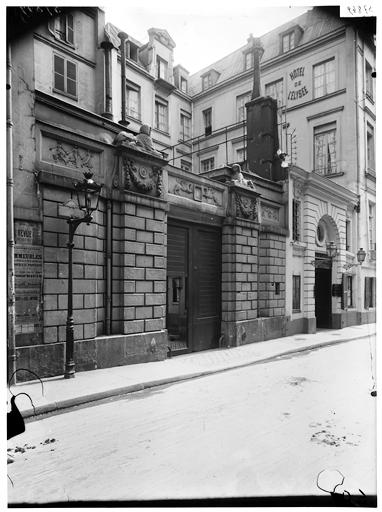
Façade (1909).
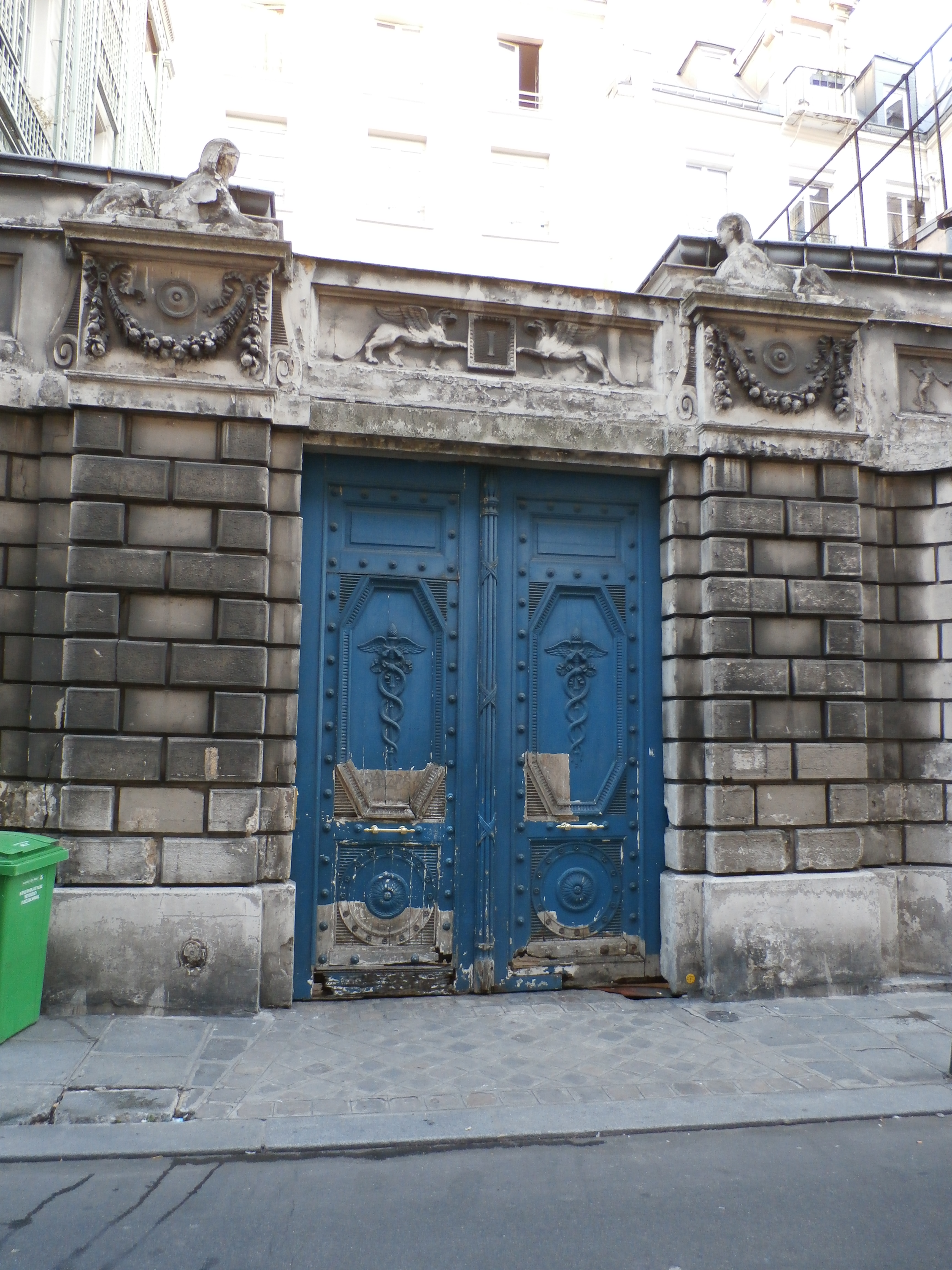
Portail latéral (2014).
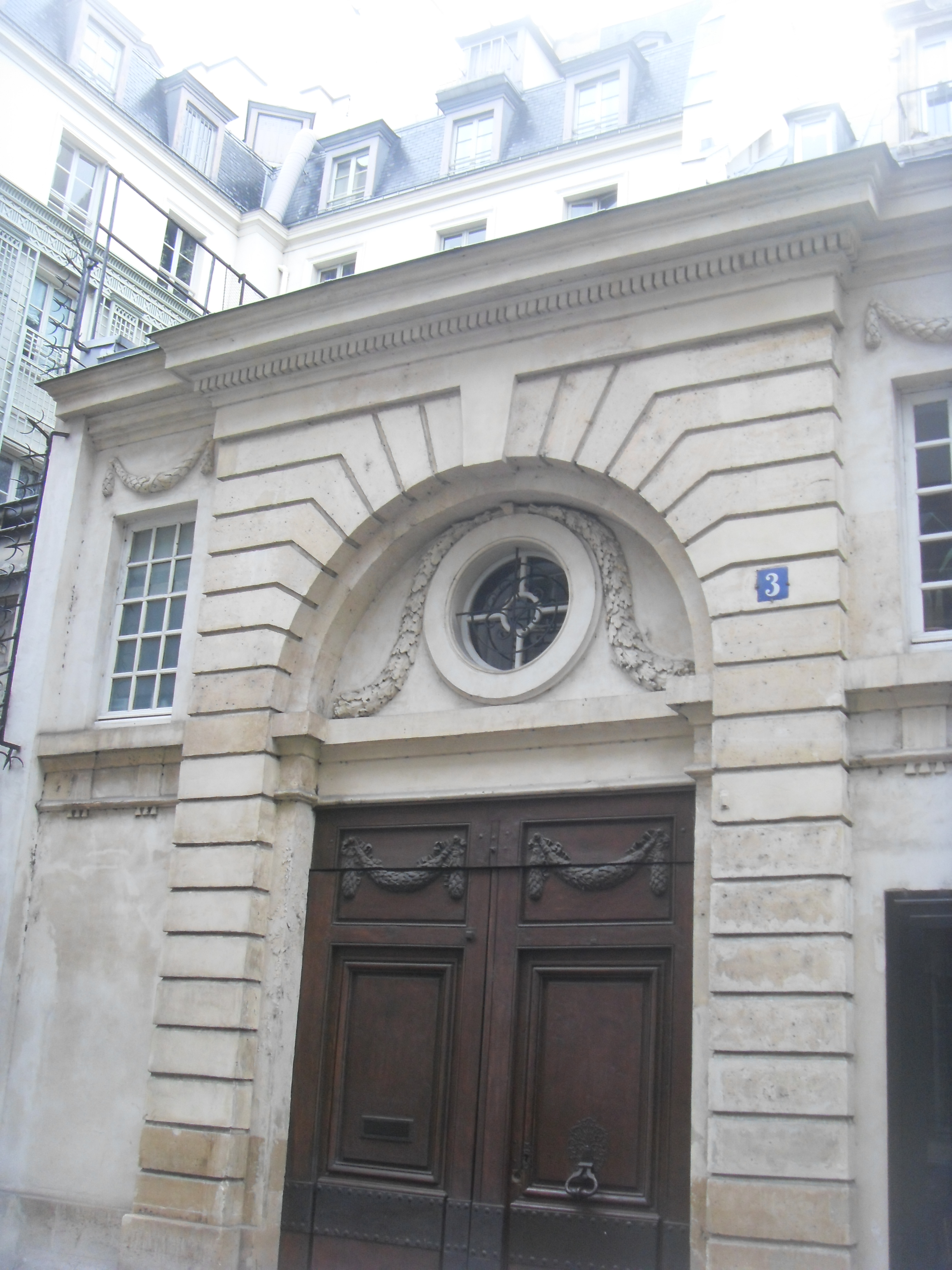
Entrée principale (2008).